# Claus Kerwer
Claus Kerwer (* 10. April 1910 in Merzig; † 23. November 1991 in Rheinbach) war ein deutscher Architekt, Zeichner, Keramiker und Glaskünstler.

## Werdegang
Geboren in Menzig wuchs Claus Kerwer mit seinen vier Geschwistern in Rheinbach auf, besuchte das Städtische Gymnasium und begann 1928 eine Schreinerlehre in Rheinbach. Von 1932 bis 1934 besuchte Kerwer die Städtische Handwerker- und Kunstgewerbeschule Trier. Nach seiner Zeit als Soldat im Zweiten Weltkrieg gründete er im Jahr 1946 ein Architekturbüro in Bonn und plante zahlreiche Bauten in der Bundeshauptstadt. Er hatte maßgeblichen Einfluss auf den historisierenden Wiederaufbau des im Krieg stark zerstörten Rheinbachs.
In den 1950er Jahren entwarf Kerwer Glasfenster für Kirchen, Kapellen und Verwaltungsgebäude. Über seinen Schwager Rudolf Schardt, der die Rheinbacher Keramikfabrik „Ruscha“ - bekannt als ein Hersteller von Westdeutscher Kunstkeramik - betrieb, machte Kerwer sich auf dem Gebiet der Baukeramik einen Namen, wie auch das von ihm gestaltete Mahnmal für die Opfer des Zweiten Weltkriegs im Stadtpark Rheinbach zeigt. 
Eine Straße in Rheinbach wurde 2019 nach Claus Kerwer benannt.

## Werk (Auswahl)
| Jahr      | Ort                   | Objekte                                                                   | Abb. / Quelle        |
| --------- | --------------------- | ------------------------------------------------------------------------- | -------------------- |
| 1949      | Nideggen              | Gedenktafeln der Kriegergedächtnisstätte Marienkapelle (Keramik)          | [ 5 ]                |
| 1950      | Bonn                  | Wohnhaus Fritz-Schäffer-Straße 15                                         | [ 6 ]                |
| 1954      | Sankt Augustin-Menden | Fenster für die kath. Kirche St. Augustinus                               | [ 7 ]                |
| 1954/1956 | Beuel                 | Fenster für die Kapelle des St.-Josefs-Hospitals                          | [ 8 ] [ 9 ]          |
| 1956      | Troisdorf-Spich       | Fenster für die kath. Kirche St. Mariä Himmelfahrt                        | [ 10 ]               |
| 1958      | Bonn-Poppelsdorf      | Fenster für das Institut für Pharmokologie beim Universitätsklinikum Bonn | [ 11 ] [ 12 ]        |
| 1960      | Bonn-Kessenich        | Fenster für die kath. Kirche St. Stephanus                                | [ 13 ]               |
| 1964      | Rheinbach             | Gedenkstätte für die Opfer der Weltkriege                                 | [ 14 ] [ 15 ] [ 16 ] |